# Manuela Ripa
Manuela Ripa, née en 1976 à Sarrebruck, est une juriste et femme politique allemande, membre du Parti écologiste-démocrate (ÖDP).
Depuis le 16 juillet 2020, elle est membre du Parlement européen.

## Biographie

### Études et carrière
Ripa est née et a grandi à Sarrebruck et a obtenu son diplôme d'études secondaires au lycée de Rotenbühl. Après une année d’étude de langue à Oxford et à Londres, elle a étudié le droit à l'Université de la Sarre, où elle a passé son premier examen d'État en droit. Elle a complété son stage juridique ainsi que son deuxième examen d'État en droit en Rhénanie-du-Nord-Westphalie. Au cours de son stage juridique, elle a occupé des postes à la chancellerie d'État de Rhénanie-du-Nord-Westphalie à Düsseldorf dans le département des relations internationales ainsi qu'à la Commission européenne à Bruxelles à la direction générale des relations extérieures, des relations multilatérales et des droits de l'homme. Elle a également acquis une expérience pratique au sein du Policy Planning Staff d'Office des Affaires étrangères (Allemagne) et de la Cour de justice de l'Union européenne à Luxembourg. De 2006 à 2009, elle a travaillé comme assistante au Parlement européen, responsable de la commission de l'agriculture et du développement rural et de la commission du contrôle budgétaire. En 2010, elle rejoint le ministère fédéral de la Santé allemand en tant qu'assistante personnelle du ministre. De 2011 à 2020, elle a été conseillère à la Représentation de l'État allemand de la Sarre auprès de l'Union européenne, travaillant sur les thèmes de l'énergie, de l'agriculture, de l'environnement, de la santé et du développement régional. Aux élections du Parlement européen de 2019, elle s'est présentée à la deuxième place de la liste du Parti écologico-démocrate (ÖDP),,.

### Membre du Parlement européen
Le 16 juillet 2020, Ripa succède à Klaus Buchner dans le groupe des Verts / ALE en tant que membre du Parlement européen,. Elle est membre de la commission de l'industrie, de la recherche et de l'énergie, du sous-commission "sécurité et défense", du commission spéciale sur la lutte contre le cancer et de l'intergroupe sur le bien-être animal et la conservation des animaux. De plus, elle est membre suppléante de la commission du commerce international et de la commission de l'environnement, de la santé publique et de la sécurité alimentaire. De plus, elle est membre suppléant dans les délégations pour les relations avec l'Iran et l'Inde. Dans son travail en tant que membre du Parlement européen, Ripa travaille sur ses thèmes centraux dans la protection de l'environnement, la protection du climat, la protection de la biodiversité, le bien-être animal et la protection des consommateurs,.
Le 9 juin 2024, elle est réélue députée pour la dixième législature.

### Autres activités
Ripa est le principal initiateur et porte-parole de l'initiative citoyenne européenne « Sauvez les abeilles! Protection de la biodiversité et amélioration des habitats des insectes en Europe », qui succède à la campagne publique bavaroise « Sauvez les abeilles! ». L'initiative citoyenne européenne « Sauvez les abeilles! Protection de la biodiversité et amélioration des habitats des insectes en Europe » s'est associée à l'initiative citoyenne européenne « Sauvez les abeilles et les agriculteurs »,.

## Vie privée
Ripa vit entre Sarrebruck et Bruxelles, est mariée et mère de deux filles.